# Outstrider
Outstrider är det norska black metal-bandet Abbaths andra studioalbum, utgivet 2019 av skivbolaget Season of Mist.

## Låtlista
1. "Calm in Ire (Of Hurricane)" – 4:32
2. "Bridge of Spasms" – 3:49
3. "The Artifex" – 4:09
4. "Harvest Pyre" – 4:12
5. "Land of Khem" – 4:08
6. "Outstrider" – 5:39
7. "Scythewinder" – 4:17
8. "Hecate" – 4:25
9. "Pace 'till Death (Bathory cover)" – 3:41

## Medverkande
Musiker
- Abbath Doom Occulta (Olve Eikemo) – gitarr, sång
- Soulfucker (Mia Wallace) – basgitarr
- Ukri "Uge" Suvilehto – trummor
- Ole André Farstad – sologitarr

Produktion
- Endre Kirkesola – produktion
- Kim Holm, Olav Iversen – omslagskonst